# Спринг Вали (Невада)
Спринг Вали (енгл. Spring Valley) насељено је место без административног статуса у америчкој савезној држави Невада.

## Демографија
По попису из 2010. године број становника је 178.395, што је 61.005 (52,0%) становника више него 2000. године.
| Група             | 2000.          | 2010.          |
| Белци             | 76.766 (65,4%) | 85.768 (48,1%) |
| Афроамериканци    | 6.214 (5,3%)   | 17.468 (9,8%)  |
| Азијати           | 13.164 (11,2%) | 30.966 (17,4%) |
| Хиспаноамериканци | 16.165 (13,8%) | 36.691 (20,6%) |
| Укупно            | 117.390        | 178.395        |